# 1970년
1970년은 목요일로 시작하는 평년이다.

## 사건
- 3월 15일 - 핵 확산 금지 조약 인준.
- 3월 20일 - 프랑코포니 설립
- 3월 31일 - 요도 호 사건 발생
- 4월 8일 - 와우아파트 붕괴 참사 발생
- 4월 11일 ~ 4월 17일 - 아폴로 13호
- 4월 24일 - 중국 최초의 인공위성 발사.
- 5월 4일 - 켄트 주립대학교 발포 사건
- 5월 31일 - 페루 북부에서 1970년 페루 지진이 발생했다.
- 6월 4일 - 통가 독립
- 6월 20일 - 경부선 통근열차 2명 추락.
- 8월 15일 - 대한민국 병무청 발족.
- 9월 4일 - 태풍 빌리 호 대한민국 강타. 인명피해 53명, 재산피해 60억 2,500만원
- 9월 6일 - 팔레스타인 인민 해방 전선, 유럽 상공에서 뉴욕행 민간 여객기 4대를 납치
- 9월 29일 -
  - 오적 필화 사건 발생. 대한민국 문화공보부가 김지하의 `오적'(五賊) 게재를 빌미로 월간지 `사상계'(思想界) 등록을 취소시켰다.
  - 대한민국, 신민당, 전당대회에서 김대중 대통령 후보 선출
- 10월 10일 - 피지 독립
- 10월 13일 - 핀란드, 유럽 연합 가입
- 10월 13일 - 피지, 유엔 가입
- 10월 14일 - 모산 수학여행 참사 발생
- 10월 15일 - 안와르 사다트가 이집트의 대통령으로 취임하다.
- 10월 17일 - 원주 삼광터널 열차 충돌 사고가 발생
- 11월 2일 - 조선로동당 제5차당대회
- 11월 6일 - 이탈리아와 중국, 국교 수립
- 11월 12일 - 방글라데시에 사이클론 볼라(Bhola) 상륙, 최소 300,000명 이상 사망.
- 11월 13일 - 전태일 열사, 서울 동대문 평화시장 앞에서 근로기준법 준수를 요구하는 시위하며 분신희생
- 12월 15일 - 대한민국 남해안에서 남영호 침몰 사고 발발로 326명이 사망함.
- 칠레 최초의 사회주의 정권이 인민연합의 살바도르 아옌데후보의 대통령 당선으로 수립.

## 문화
- 3월 8일 - 동물의 왕국 첫 방영.
- 3월 14일 ～ 9월 13일 일본 세계 박람회.
- 4월 10일 - 영국의 록 그룹 비틀즈, 마지막 앨범 <Let It Be> 발표 후 해체.
- 4월 13일 - KBS TV(현 KBS1)의 채널에서 뉴스파노라마를 방영을 하다.
- 4월 22일 - 제1회 지구의 날.
- 5월 31일 - 1970년 FIFA 월드컵 개막
- 7월 7일 - 경부고속도로 전 구간이 개통되었다.
- 7월 21일 - 이집트에서 아스완 댐이 완공되었다.
- 8월 15일 - 서울 남산1호터널 개통.
- 8월 28일 - 대한민국의 가수 김민기가 〈아침 이슬〉을 발표하다.
- 10월 5일 - 대한민국, MBC의 메인 뉴스〈MBC 뉴스데스크〉첫 방영.
- 11월 30일 - 대한민국 100원주화가 처음으로 발행되다. (이후 1983년 1월에 디자인 변경됨)
- 영국의 록 그룹 퀸, 런던에서 결성.

## 탄생

### 1월
- 1월 1일
  - 대한민국의 미스코리아, 전 아나운서 장은영.
  - 북한의 가수 리경숙.
- 1월 3일
  - 대한민국의 방송 작가 박계옥.
  - 한국계 미국인 삽화가 겸 동화 작가 크리스 순피트.
  - 미국의 배우, 감독, 각본가 맷 로스.
- 1월 4일 - 대한민국의 배우 유해진.
- 1월 5일
  - 대한민국의 전 야구 선수, 현 야구 코치 강성우.
  - 대한민국의 연출가, 가수, 뮤지컬 배우 김도형.
- 1월 7일 - 대한민국의 정치인 오승록.
- 1월 9일
  - 대한민국의 음악인, 기업인 양현석.
  - 대한민국의 영화 감독 김성호.
  - 캐나다의 싱어송라이터 라라 파비앙.
- 1월 11일 - 이탈리아의 사격 선수 조반니 펠리엘로.
- 1월 12일 - 대한민국의 가수, 작곡가 정재형.
- 1월 13일 - 이탈리아의 사이클 선수 마르코 판타니. (~2004년)
- 1월 14일
  - 미국의 프로레슬링 선수 진 스니츠키.
  - 대한민국의 교육자 문선영.
- 1월 15일
  - 대한민국의 성우 이주창.
  - 미국의 프로레슬링 선수 셰인 맥마흔.
- 1월 17일 - 미국의 영화 감독 겐디 타르타코브스키.
- 1월 18일
  - 대한민국의 성우 양석정.
  - 대한민국의 영화 감독 장준환.
- 1월 20일 - 대한민국의 배우 박원상.
- 1월 21일
  - 크로아티아의 전 축구 선수 알렌 복시치.
  - 튀르키예의 레슬링 선수 마흐무트 데미르.
  - 미국의 배우 켄 렁.
- 1월 22일 - 중화인민공화국의 전 축구 선수, 현 축구 감독 판즈이.
- 1월 23일
  - 대한민국의 배우 이정은.
  - 대한민국의 정치인 김소연.
  - 대한민국의 의원 김동근.
- 1월 24일 - 대한민국의 배우 이명호.
- 1월 25일 - 대한민국의 전 가수 김태우.
- 1월 26일 - 대한민국의 기자, 앵커 박장범.
- 1월 27일 - 대한민국의 배우 임호.
- 1월 29일
  - 미국의 배우 헤더 그레이엄.
  - 미국의 정치인 폴 라이언.
- 1월 30일
  - 대한민국의 성우 정남.
  - 대한민국의 국회의원 최현주.
  - 대한민국의 배우 김일권.

### 2월
- 2월 1일 - 대한민국의 의사 박지현.
- 2월 3일
  - 대한민국의 배우 하성광.
  - 미국의 영화 감독 앤서니 루소.
- 2월 4일
  - 대한민국의 방송인, 배우, 대학 교수 박정숙.
  - 잉글랜드의 축구 선수, 에버턴 FC 스트라이커 케빈 캠벨. (~2024년)
- 2월 6일 - 일본의 전 축구 선수 이시카와 겐.
- 2월 7일 - 대한민국의 교육인, 정치인 윤희숙.
- 2월 8일
  - 대한민국의 성우 박선영.
  - 미국의 전 농구 선수 알론조 모닝.
- 2월 9일 - 대한민국의 가수 김준선.
- 2월 10일
  - 대한민국의 배우 이재연.
  - 대한민국의 작가 김동성.
- 2월 11일
  - 대한민국의 성우 이장우.
  - 대한민국의 야구 선수 김정준.
- 2월 12일
  - 네덜란드의 전 축구 선수, 현 축구 감독 브리얀 로이.
  - 대한민국의 희극인 김학도.
  - 오스트레일리아의 배우 사샤 홀러.
  - 일본의 전 축구 선수 고가 사토시.
- 2월 13일
  - 대한민국의 전 야구 선수 안경현.
  - 대한민국의 배우 박희순.
- 2월 14일 - 영국의 배우 사이먼 페그.
- 2월 15일 - 대한민국의 싱어송라이터, 음악가 이승열.
- 2월 17일 - 대한민국의 배우 이세창.
- 2월 18일 - 일본의 성우 이와오 준코.
- 2월 19일
  - 대한민국의 성우 우정신.
  - 일본의 성우 카사하라 히로코.
  - 미국의 정치인 에드 게이니.
- 2월 20일
  - 대한민국의 배우, 가수, 사업가 손지창.
  - 대한민국의 배우 김수현.
- 2월 21일 - 대한민국의 방송인, 전 아나운서 황현정.
- 2월 22일 - 대한민국의 배우 이항나.
- 2월 23일 - 캐나다의 배우 마리조제 크로즈.
- 2월 24일 - 대한민국의 희극인 백재현.
- 2월 25일 - 대한민국의 성우 윤성혜.
- 2월 26일 - 대한민국의 가수 승지.
- 2월 28일 - 미국의 소설가 대니얼 핸들러.

### 3월
- 3월 1일
  - 일본의 배우 나카야마 미호.
  - 대한민국의 전 야구 선수, 현 야구 코치 정민태.
- 3월 2일 - 대한민국의 배우 최철호.
- 3월 4일
  - 대한민국의 성우 서윤선.
  - 대한민국의 기자 박정훈.
- 3월 5일
  - 대한민국의 배우 최덕문.
  - 미국의 음악가 존 프루시안테.
  - 미국의 배우 리사 로빈 켈리. (~2013년)
- 3월 6일
  - 대한민국의 성우 이영란.
  - 미국의 기타리스트 크리스 브로더릭.
  - 오스트리아의 영화 감독 에드바르트 베르거.
- 3월 7일 - 영국의 배우 레이철 바이스.
- 3월 8일 - 일본의 성우 카사하라 루미.
- 3월 9일 - 대한민국의 배우 윤제문.
- 3월 11일 - 대한민국의 야구 선수 이상훈.
- 3월 12일 - 대한민국의 가수 이상은.
- 3월 13일 - 미국의 영화 감독 팀 스토리.
- 3월 14일 - 대한민국의 기업인 홍정욱.
- 3월 15일
  - 대한민국의 전 야구 선수, 현 야구 코치 김정민.
  - 대한민국의 배우 박수영.
  - 루간스크 인민공화국의 정치인 레오니트 파세치니크.
- 3월 16일 - 대한민국의 성우 이규석.
- 3월 17일 - 루마니아의 전 축구 선수 플로린 러두치오이우.
- 3월 18일 - 미국의 래퍼, 배우 퀸 라티파.
- 3월 19일
  - 대한민국의 뮤지컬 배우 김미혜.
  - 스페인의 전 축구 선수, 현 축구 코치 아벨라르도 페르난데스.
  - 대한민국의 가수 겸 작사가 최선원.
- 3월 20일 - 대한민국의 가수 오하라.
- 3월 21일
  - 대한민국의 성우 이용순.
  - 브라질의 축구 선수 모아시르 로드리게스 산투스. (~2024년)
- 3월 22일 - 대한민국의 육상 선수 황영조.
- 3월 24일
  - 대한민국의 전 스피드 스케이팅 선수, 해설가 겸 스피드스케이팅 국제심판 제갈성렬.
  - 미국의 배우 라라 플린 보일.
- 3월 25일 - 대한민국의 배우 오현경.
- 3월 26일
  - 대한민국의 방송인 김철민.
  - 영국의 영화감독 마틴 맥도나.
- 3월 27일
  - 미국의 가수, 프로듀서 머라이어 캐리.
  - 팔라비 2세의 막내딸 레일라 팔라비. (~2001년)
- 3월 28일
  - 일본의 배우 미즈노 마키.
  - 루마니아의 펜싱 선수 라우라 바데아.
- 3월 29일 - 대한민국의 정치인 허영.
- 3월 31일 - 대한민국의 아나운서 오유경.

### 4월
- 4월 1일 - 미국의 배우 겸 모델 이승희.
- 4월 3일 - 대한민국의 가수 박지수.
- 4월 4일 - 대한민국의 가수 김영남.
- 4월 7일 - 대한민국의 작곡가 겸 가수 아스트로 비츠.
- 4월 9일 - 대한민국의 가수 홍원빈.
- 4월 10일 - 미국의 래퍼 큐팁.
- 4월 11일
  - 대한민국의 배드민턴 선수 길영아.
  - 미국의 배우 조니 메스너.
- 4월 12일 - 대한민국의 희극인, 가수 이동우.
- 4월 13일
  - 일본의 만화가 토우메 케이.
  - 헝가리의 기계체조 선수 촐라니 실베스테르.
- 4월 14일 - 일본의 가수 쿠도 시즈카.
- 4월 15일 - 캐나다의 미스코리아 강주은.
- 4월 16일 - 잉글랜드의 가수 개브리엘.
- 4월 18일
  - 대한민국의 양궁 선수 김경욱.
  - 대한민국의 배우 송영규.
  - 대한민국의 범죄자 유영철.
- 4월 19일
  - 멕시코의 라틴 팝 가수 루이스 미겔.
  - 대한민국의 성우 이상헌.
- 4월 20일 - 대한민국의 정당인 황세영.
- 4월 21일 - 아일랜드이 가수, 배우 글렌 핸사드.
- 4월 23일
  - 대한민국의 배우 선우철.
  - 대한민국의 정치인 김지수.
- 4월 25일
  - 일본의 성우 카와카미 토모코. (~2011년)
  - 미국의 배우 제이슨 리.
- 4월 26일 - 미국의 대통령 영부인 멜라니아 트럼프.
- 4월 28일 - 아르헨티나의 전 축구 선수, 현 축구 감독 디에고 시메오네.
- 4월 29일
  - 대한민국의 법조인 김형준.
  - 대한민국의 대학교수 박영식.
  - 미국의 배우 우마 서먼.
  - 미국의 전 테니스 선수 앤드리 애거시.
  - 대한민국의 성우 정소영.
- 4월 30일
  - 대한민국의 전 배우 음정희.
  - 일본의 범죄자 미야노 히로시.

### 5월
- 5월 1일 - 스페인의 전직 축구 선수 하비 그라시아.
- 5월 2일 - 일본의 작곡가 사토 나오키.
- 5월 3일 - 미국의 배우 보비 캐너베일.
- 5월 4일 - 캐나다의 배우 윌 아넷.
- 5월 5일
  - 대한민국의 정치인 김웅.
  - 일본의 게임개발자 이노 겐지. (~2013년)
- 5월 6일
  - 대한민국의 전 야구 선수, 현 야구 코치 이용호.
  - 대한민국의 희극인 심현섭.
- 5월 7일
  - 대한민국의 희극인 황봉알.
  - 대한민국의 영화배우 김수로.
- 5월 8일 - 스페인의 전 축구 선수, 현 축구 감독 루이스 엔리케.
- 5월 9일
  - 대한민국의 연출가 서혜진.
  - 대한민국의 배드민턴 선수 이영숙.
- 5월 11일
  - 대한민국의 전 야구 선수 김상엽.
  - 대한민국의 방송인, 모델 이기상.
  - 미국의 배우 니키 캣. (~2025년)
- 5월 12일
  - 대한민국의 축구 선수 김병지.
  - 미국의 배우 서맨사 매시스.
- 5월 15일
  - 네덜란드의 축구 선수, 지도자 프랑크 더 부르.
  - 네덜란드의 축구 선수, 지도자 로날트 더 부르.
- 5월 17일
  - 대한민국의 성우 노계현.
  - 미국의 레슬링 선수, 지도자 맷 린들랜드.
  - 일본의 배우 사카이 마키.
  - 미국의 싱어송라이터 조던 나이트. (뉴 키즈 온 더 블록)
- 5월 18일
  - 대한민국의 가수 최연제.
  - 미국의 작가, 희극인, 배우 티나 페이.
- 5월 19일
  - 대한민국의 골프 선수 최경주.
  - 대한민국의 전 배우 변소정.
  - 캐나다의 배우 제이슨 그레이스탠퍼드.
- 5월 20일 - 대한민국의 정치인 김학철.
- 5월 21일 - 대한민국의 변호사 김수환.
- 5월 22일
  - 대한민국의 배우 백현주.
  - 대한민국의 전 배구 선수 장윤희.
  - 영국의 모델 나오미 캠벨.
- 5월 23일
  - 대한민국의 장기 기사 김경중.
  - 미국의 음악가 맷 플린. (마룬 5)
- 5월 24일
  - 미국의 가수 토미 페이지. (~2017년)
  - 중국의 영화 감독, 각본가 자장커.
- 5월 25일
  - 대한민국의 탁구 선수 김택수.
  - 대한민국의 기초의원 박환희. (~2023년)
  - 미국의 배우 옥타비아 스펜서.
  - 일본의 성우 유키노 사츠키.
  - 미국의 배우 제이미 케네디.
- 5월 26일
  - 영국의 영화감독 알렉스 가랜드.
  - 대한민국의 성우 남경표.
- 5월 27일
  - 영국의 배우 조지프 파인스.
  - 영국의 정치인 팀 패런.
- 5월 29일 - 이탈리아의 축구 감독, 축구 선수 로베르토 디 마테오.
- 5월 31일 - 이탈리아의 영화감독 파올로 소렌티노.

### 6월
- 6월 1일
  - 인도의 배우 R. 마다반.
  - 일본의 전 축구 선수 진노 다쿠야.
- 6월 2일 - 홍콩의 배우, 가수 모원웨이.
- 6월 5일
  - 대한민국의 축구 해설자 한준희.
  - 대한민국의 배우 김동수.
  - 덴마크의 음악가 클라우스 노렌.
  - 일본의 축구 선수 다카하시 겐지.
- 6월 6일
  - 대한민국의 영화 감독 이용주.
  - 스페인의 전 축구 선수 알베르트 페레르.
- 6월 7일
  - 대한민국의 모델 출신 배우 차승원.
  - 브라질의 전 축구 선수 카푸.
- 6월 8일
  - 대한민국의 성우 김장.
  - 대한민국의 배우 김호진.
- 6월 10일 - 대한민국의 배우 신성균.
- 6월 12일 - 대한민국의 기자, 앵커 이주한.
- 6월 13일 - 미국의 가수 리버스 쿼모.
- 6월 14일 - 대한민국의 배우 김나운.
- 6월 15일 - 대한민국의 배우 조민희.
- 6월 19일 - 대한민국의 성우 주유랑.
- 6월 20일
  - 대한민국의 배우 조문정. (~1994년)
  - 대한민국의 가수, 배우, 작사가, 작곡가 강지훈.
- 6월 24일 - 미국의 전 가수 글랜 메데이로스.
- 6월 26일
  - 미국의 영화 감독 폴 토머스 앤더슨.
  - 미국의 배우 닉 오퍼먼.
  - 소련의 전 리듬체조 선수 마리나 로바치.
  - 일본의 만화가 코노미 타케시.
  - 미국의 배우 맷 레처.
- 6월 27일 - 대한민국의 종합격투기 선수 최무배.
- 6월 29일
  - 대한민국의 배우, 무술감독 서범식.
  - 대한민국의 전 야구 선수 박상수.
- 6월 30일 - 이란의 배우 페이만 모아디.

### 7월
- 7월 2일 - 대한민국의 희극인, 가수 조혜련.
- 7월 3일 - 일본의 성우 나가시마 유코.
- 7월 6일
  - 대한민국의 전 야구 선수, 현 야구 코치 김현욱.
  - 대한민국의 기자, 정치인 이영풍.
- 7월 7일 - 대한민국의 아나운서 김정아.
- 7월 8일 - 미국의 싱어송라이터 벡.
- 7월 9일 - 일본의 만화가 쓰다 마사미.
- 7월 10일 - 영국의 배우 존 심.
- 7월 11일 - 대한민국의 배우 이철민.
- 7월 12일 - 대한민국의 배우 이병헌.
- 7월 13일 - 대한민국의 가수 서주경.
- 7월 14일 - 대한민국의 MC 겸 희극인 강호동.
- 7월 15일
  - 대한민국의 희극인 장미화.
  - 대한민국의 전 야구 선수, 현 야구 코치 조경택.
  - 대한민국의 배우 고용화.
  - 대한민국의 전 야구 선수 이재만.
- 7월 16일
  - 태국의 영화감독 아피찻퐁 위라세타쿤.
  - 일본의 전 축구 선수 다이라 사토시.
- 7월 17일 - 대한민국의 배우 장현성.
- 7월 21일 - 대한민국의 전 축구 선수, 현 축구 코치 김도훈.
- 7월 23일
  - 대한민국의 정치인 이창우.
  - 일본의 성우 노무라 켄지.
- 7월 24일 - 대한민국의 배우 김상호.
- 7월 25일 - 대한민국의 언론인 이민석.
- 7월 26일
  - 대한민국의 배우 김광영.
  - 대한민국의 정치인 채현일.
- 7월 27일
  - 네덜란드의 필드 하키 선수 스테판 페인.
  - 덴마크의 배우 니콜라이 코스테르발다우.
- 7월 28일 - 대한민국의 배우 김관기.
- 7월 29일 - 대한민국의 전 프로 야구 선수 김정훈.
- 7월 30일
  - 대한민국의 신학자 이상은.
  - 영국의 영화 감독, 영화 각본가, 영화 제작자 크리스토퍼 놀런.

### 8월
- 8월 1일
  - 영국의 축구 선수 데이비드 제임스
  - 대한민국의 음악감독 방준석. (~2022년)
- 8월 2일 - 미국의 영화 감독, 배우, 희극인, 만화가, 작가 케빈 스미스.
- 8월 3일
  - 대한민국의 정치인 김병수.
  - 일본의 게임 개발자 사쿠라이 마사히로.
- 8월 5일
  - 대한민국의 야구 선수 추성건.
  - 대한민국의 무술감독 최태환.
- 8월 6일
  - 대한민국의 성우 안용욱.
  - 일본의 전 축구 선수 아키타 유타카.
  - 미국의 영화 감독, 각본가, 프로듀서, 배우 M. 나이트 샤말란.
- 8월 7일
  - 대한민국의 배우 조은숙.
  - 대한민국의 방송인, 가수 홍연아.
- 8월 8일 - 대한민국의 전 축구 선수 이기범.
- 8월 9일
  - 대한민국의 배우, 미스코리아 전혜진.
  - 미국의 배우 토머스 레넌.
- 8월 11일
  - 대한민국의 야구 선수 손차훈.
  - 영국의 가수 앤디 벨.
- 8월 12일
  - 싱가포르의 축구 선수 알렉산다르 주리치.
  - 일본의 배우 요시오카 히데타카.
- 8월 13일
  - 영국의 축구 선수 앨런 시어러.
  - 미국의 프로레슬링 선수 맷 하이슨.
- 8월 14일 - 대한민국의 야구 해설가, 전 야구 선수 마해영.
- 8월 15일
  - 대한민국의 전 야구 선수, 야구 코치 이종범.
  - 미국의 배우 앤서니 앤더슨.
  - 일본의 축구 선수 엔도 마사히로.
- 8월 19일
  - 대한민국의 전 야구 선수, 현 야구 코치 최태원.
  - 미국의 래퍼 팻 조.
- 8월 20일 - 비즈킷의 보컬리스트 프레드 더스트.
- 8월 21일
  - 대한민국의 한국사 강사 전한길.
  - 미국의 야구 선수, 감독 크레이그 카운셀.
  - 이탈리아의 권투 선수 파올로 비도츠.
  - 캐나다의 배우 캐시 웨슬럭.
- 8월 23일
  - 대한민국의 배우 이성재.
  - 대한민국의 소방공무원, 대학교수 박재성.
  - 미국의 배우 리버 피닉스. (~1993년)
- 8월 24일 - 터키의 전 축구 선수 투가이 케리몰루.
- 8월 25일
  - 중화인민공화국의 전 축구 선수 하오하이둥.
  - 독일의 모델 겸 배우 클라우디아 시퍼.
  - 대한민국의 야구 선수 이민호.
- 8월 26일 - 미국의 배우, 희극인 멀리사 매카시.
- 8월 27일 - 대한민국의 성우 정우석.
- 8월 28일
  - 대한민국의 가수 겸 기업인 박윤경.
  - 대한민국의 성우 김수진.
  - 일본의 전 야구 선수 고야마 진.
- 8월 29일 - 대한민국의 배우 조련.
- 8월 31일
  - 대한민국의 배우 박형준.
  - 미국의 가수 겸 배우 데비 깁슨.

### 9월
- 9월 1일 - 대한민국의 배우 황정민.
- 9월 2일
  - 사우디아라비아의 축구 심판 칼릴 알 감디.
  - 대한민국의 정치인 김미정. (~2023년)
  - 대한민국의 전 사이클 선수 김진영.
- 9월 3일
  - 대한민국의 가수 터틀맨 (거북이). (~2008년)
  - 대한민국의 배우 박선영.
  - 대한민국의 야구 선수 박충식.
  - 대한민국의 소방공무원 이건.
  - 영국의 축구 선수 개러스 사우스게이트.
- 9월 5일
  - 대한민국의 배우 김혜수.
  - 홍콩의 요트 선수 리라이산.
  - 마케도니아의 축구 선수 사샤 일리치.
- 9월 7일
  - 대한민국의 배우 백승철.
  - 대한민국의 배우 이해영.
- 9월 8일 - 일본의 성우 쿠마이 모토코.
- 9월 10일
  - 대한민국의 배우 이정헌.
  - 일본의 배우 이종호.
- 9월 11일 - 미국의 배우 터라지 P. 헨슨.
- 9월 12일
  - 대한민국의 영화배우 민규동.
  - 대한민국의 성우 홍승표.
  - 대한민국의 기자 김윤덕.
- 9월 13일
  - 대한민국의 통역사 김선일. (~2004년)
  - 일본의 성우 마츠오카 유키.
  - 일본의 성우 이마이 유카.
- 9월 16일
  - 대한민국의 정치인 김종인.
  - 러시아의 전 축구 선수 유리 니키포로프.
- 9월 18일 - 대한민국의 배우 채국희.
- 9월 19일
  - 홍콩의 배우 종려시.
  - 일본의 성우 이마이 유카.
- 9월 20일 - 대한민국의 배우, 가수 나현희.
- 9월 21일 - 미국의 외교관 서맨사 파워.
- 9월 22일
  - 프랑스의 전 축구 선수 에마뉘엘 프티.
  - 잉글랜드의 배우 루퍼트 펜리존스.
  - 대한민국의 배우 여재구. (~2007년)
- 9월 25일 - 일본의 배우 시미즈 미사.
- 9월 26일 - 미국의 배우 셰리 문 좀비.
- 9월 27일
  - 대한민국의 희극인 박명수.
  - 대한민국의 희극인 김현철.
- 9월 28일 - 대한민국의 사진작가 김수강.
- 9월 29일
  - 일본의 프로레슬링 선수 타지리 요시히로.
  - 덴마크의 영화 감독, 영화 각본가, 영화 프로듀서 니콜라스 빈딩 레픈

### 10월
- 10월 1일 - 대한민국의 배우 감우성.
- 10월 2일 - 스페인의 배우 마리벨 베르두.
- 10월 3일
  - 대한민국의 방송인 김구라.
  - 미국의 야구 선수 제이 데이비스.
- 10월 4일 - 대한민국의 트로트 가수 홍원빈.
- 10월 6일
  - 대한민국의 기업인 이부진.
  - 대한민국의 만화가 박희정.
- 10월 7일 - 대한민국의 영화 감독 이재규.
- 10월 8일
  - 대한민국의 작가 이현.
  - 일본의 일러스트레이터, 캐릭터디자이너, 디렉터 노무라 테츠야.
  - 미국의 배우 맷 데이먼.
- 10월 9일 - 대한민국의 영화배우, 영화감독 박재현.
- 10월 10일
  - 대한민국의 역사 강사 설민석.
  - 대한민국의 육상 선수 이봉주.
- 10월 11일
  - 대한민국의 배우 임원희.
  - 대한민국의 야구 선수 한혁수.
  - 대한민국의 축구 선수, 축구 감독 신태용.
- 10월 13일 - 대한민국의 배우 고창석.
- 10월 14일 - 대한민국의 농구 선수 박재현. (~2004년)
- 10월 15일
  - 대한민국의 정치인 김종철.
  - 대한민국의 정치인 강성훈.
- 10월 16일
  - 대한민국의 가수 이민규.
  - 대한민국의 전 축구 선수, 축구 감독 조성환.
  - 독일의 축구 선수 메흐메트 숄.
- 10월 18일 - 미국의 영화 감독 마이크 미첼.
- 10월 19일
  - 대한민국의 배우 박상민.
  - 대한민국의 가수 양혜승.
- 10월 21일 - 대한민국의 정치인 배준영.
- 10월 24일 - 대한민국의 한의사 김인호.
- 10월 27일
  - 대한민국의 희극인 박수홍.
  - 중화민국의 가수 소혜륜.
- 10월 29일
  - 네덜란드의 축구 선수 에드윈 판 데르 사르.
  - 네덜란드의 전 축구 선수, 현 축구 코치 필립 코퀴.
- 10월 31일
  - 미국의 성우 놀런 노스.
  - 대한민국의 배우 이지연.

### 11월
- 11월 1일 - 미국의 농구 선수 에릭 스폴스트러.
- 11월 4일 - 대한민국의 영화 감독 나현.
- 11월 5일
  - 벨라루스의 레슬링 선수 세르게이 리시트반.
  - 일본의 야구 선수 미야모토 신야.
- 11월 6일
  - 대한민국의 정치인 허소영.
  - 미국의 배우 에단 호크.
  - 미국의 배우, 각본가, 영화 감독 이선 호크.
- 11월 7일
  - 대한민국의 성우 조예신.
  - 영국의 언론인 존 캔틀리.
  - 미국의 영화 감독, 작가, 프로듀서 모건 스펄록. (~2024년)
- 11월 8일 - 대한민국의 축구 선수, 현 축구 감독 김태영.
- 11월 11일 - 미국의 영화 감독 앨리스 우.
- 11월 13일 - 일본의 전 축구 선수 사이토 히로시.
- 11월 14일 - 대한민국의 아나운서 한상권.
- 11월 17일
  - 대한민국의 배우, 가수 최진영. (~2010년)
  - 일본의 가수, 기타리스트 죠시마 시게루.
- 11월 18일
  - 미국의 저널리스트, 변호사 메긴 켈리.
  - 일본의 성우 니시무라 치나미.
- 11월 19일
  - 대한민국의 성우 이소영.
  - 대한민국의 성우 이영아.
- 11월 20일
  - 대한민국의 범죄자 오원춘.
  - 대한민국의 성우 김정은.
  - 대한민국의 정치인 김철호.
  - 아랍에미리트의 정치인 만수르 빈 자이드 알나흐얀.
- 11월 21일 - 대한민국의 배우 정재영.
- 11월 22일 - 일본의 전 축구 선수 미야자와 히로시.
- 11월 23일
  - 대한민국의 희극인, 가수 김경식.
  - 대한민국의 정치인 김예령.
- 11월 24일 - 대한민국의 전 축구 선수, 축구 감독, 축구 지도자 김병수.
- 11월 27일
  - 대한민국의 성우 양정화.
  - 대한민국의 소설가, 시인 한강.
- 11월 28일
  - 프랑스의 정치인 에두아르 필리프.
  - 대한민국의 가수 곽창선.
- 11월 29일
  - 대한민국의 배우 류승룡.
  - 대한민국의 배우 이주화.
- 11월 30일 - 캐나다의 배우 샌드라 오.

### 12월
- 12월 1일
  - 미국의 싱어송라이터 조너선 콜턴.
  - 미국의 희극인, 배우 세라 실버먼.
  - 프랑스의 배우 소피 길멩.
- 12월 2일 - 대한민국의 배우 최성국.
- 12월 4일 - 대한민국의 배우 김희정.
- 12월 5일 - 대한민국의 의사 김인호.
- 12월 7일
  - 대한민국의 배우 전미선. (~2019년)
  - 대한민국의 배우 이두경.
- 12월 9일
  - 대한민국의 가수 박서진.
  - 대한민국의 가수 유진.
- 12월 10일
  - 일본의 애니메이션 성우 겸 가수 사토 히로미.
  - 대한민국의 만화가 천계영.
  - 대한민국의 연극배우, 뮤지컬 배우 권재환.
  - 대한민국의 법조인, 정치인 이수희.
  - 일본의 음악가, 작곡가 레이 하라카미.
- 12월 12일 - 미국의 배우 제니퍼 코널리.
- 12월 13일 - 베트남의 정치인 보반트엉.
- 12월 15일 - 대한민국의 축구 선수 노상래.
- 12월 16일 - 대한민국의 배우 윤복인.
- 12월 17일 - 대한민국의 축구 선수 서정원.
- 12월 19일
  - 일본의 작가 타니가와 나가루.
  - 나이지리아 요루바족의 배우 램지 노아.
- 12월 20일
  - 미국의 영화감독 토드 필립스.
  - 대한민국의 정치인 민병덕.
- 12월 21일 - 일본의 야구 선수 다니시게 모토노부.
- 12월 22일
  - 대한민국의 배우 김구택.
  - 대한민국의 전문직업인 진승희.
- 12월 24일
  - 대한민국의 배우 김학선.
  - 미국의 성우 키스 실버스틴.
- 12월 25일
  - 대한민국의 가수 임현정.
  - 일본의 성우 사토 유코.
  - 나이지리아의 전직 육상 선수 치오마 아준와.
- 12월 28일 - 대한민국의 배우 박선우.
- 12월 29일
  - 대한민국의 정치인 김국기.
  - 이탈리아의 전 축구 선수, 축구 감독 엔리코 키에사.
- 12월 30일 - 대한민국의 기업인 이윤정.
- 12월 31일
  - 대한민국의 배우 구혜령.
  - 대한민국의 배우 정석용.

### 미상
- 대한민국의 물리학자, 교수 김상욱.
- 대한민국의 가수 김은주.
- 대한민국의 시인 박지혜.
- 대한민국의 텔레비전 드라마 작가 이수연.
- 대한민국의 배우 홍승모.
- 대한민국의 변호사 최유정.
- 대한민국의 방송 기자 현제훈. (~2024년)
- 대한민국의 가수 태윤.
- 대한민국의 예능본부 프로듀서 이황선.
- 대한민국의 기자 정상원. (~2005년)
- 대한민국의 영화 감독 정용기.
- 미국의 작가 니키 리.
- 대한민국의 영화 감독 김희정.
- 대한민국의 영화 배우 안민영.
- 대한민국의 공무원 이난영.
- 대한민국의 기업인 이우정.
- 대한민국의 영화배우 이종우.
- 대한민국의 작가 이현.
- 대한민국의 법조인 주영환.
- 대한민국의 작곡가, 음악인 레이 정.

## 사망

수카르노

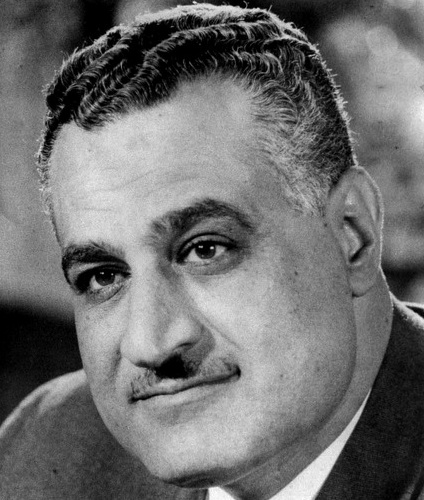
가말 압델 나세르

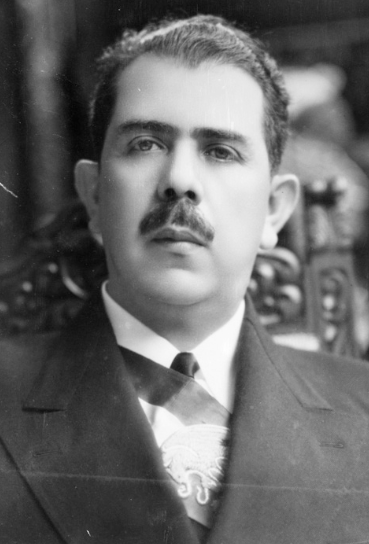
라사로 카르데나스

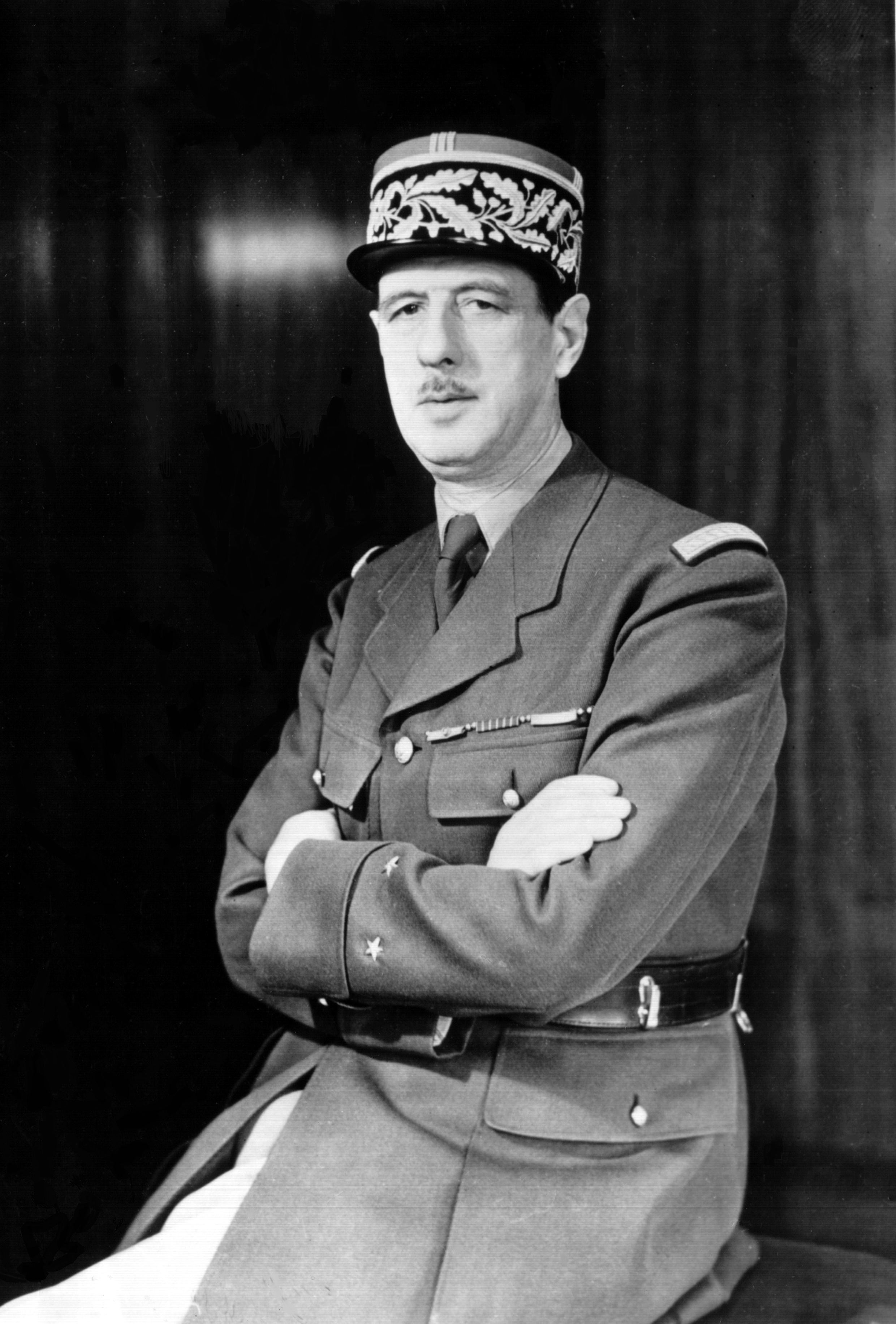
샤를 드 골

- 1월 30일 - 제2차 세계 대전 당시 독일의 군인 프리츠 바이에를라인. (1899년~)
- 2월 2일 - 영국의 수학자, 철학자, 역사가 버트런드 러셀. (1872년~)
- 2월 10일 - 대한민국의 교육자, 여성운동가 김활란. (1899년~)
- 2월 22일 - 미국의 화가 마크 로스코. (1903년~)
- 2월 22일 - 미국의 만화영화 제작자 에드워드 셀저. (1893년~)
- 3월 31일 - 소련의 군인 세묜 티모셴코. (1895년~)
- 5월 1일 - 대한제국의 마지막 황태자 의민태자. (1897년~)
- 6월 11일 - 러시아의 혁명가, 총리 알렉산드르 표도로비치 케렌스키. (1881년~)
- 7월 13일 - 중화민국의 군벌 성스차이. (1895년~)
- 7월 21일 - 인도네시아의 초대 대통령 수카르노. (1901년~)
- 7월 29일 - 영국의 지휘자 존 바비롤리. (1899년~)
- 9월 18일 - 미국의 록 뮤지션, 기타리스트, 음악가 지미 헨드릭스. (1942년~)
- 9월 25일 - 독일의 소설가 에리히 마리아 레마르크. (1898년~)
- 9월 28일 - 이집트의 제2대 대통령 가말 압델 나세르. (1918년~)
- 10월 2일 - 독일의 배우 그레테 바이저. (1903년~)
- 10월 19일 - 멕시코의 제44대 대통령 라사로 카르데나스. (1895년~)
- 11월 9일 - 프랑스의 제18대 대통령, 민족주의자 샤를 드골. (1890년~)
- 11월 13일 - 대한민국의 노동운동가 전태일. (1948년~)
- 11월 19일 - 소련의 군인 안드레이 예료멘코. (1892년~)
- 11월 23일 - 노르웨이의 작가 알프 프뢰위센. (1914년~)
- 11월 25일 - 일본의 작가, 소설가 미시마 유키오. (1925년~)

## 노벨상
- 경제학상:폴 새뮤얼슨
- 문학상:알렉산드르 솔제니친
- 물리학상:한네스 알벤, 루이 네엘
- 생리학 및 의학상:줄리어스 액설로드,버나드 카츠, 울프 폰 오일러
- 평화상:노먼 볼로그
- 화학상:루이스 를루아르

## 달력
| 1월 |    |    |    |    |    |    |
| 일  | 월 | 화 | 수 | 목 | 금 | 토 |
|     |    |    |    | 1  | 2  | 3  |
| 4   | 5  | 6  | 7  | 8  | 9  | 10 |
| 11  | 12 | 13 | 14 | 15 | 16 | 17 |
| 18  | 19 | 20 | 21 | 22 | 23 | 24 |
| 25  | 26 | 27 | 28 | 29 | 30 | 31 |

| 2월 |    |    |    |    |    |    |
| 일  | 월 | 화 | 수 | 목 | 금 | 토 |
| 1   | 2  | 3  | 4  | 5  | 6  | 7  |
| 8   | 9  | 10 | 11 | 12 | 13 | 14 |
| 15  | 16 | 17 | 18 | 19 | 20 | 21 |
| 22  | 23 | 24 | 25 | 26 | 27 | 28 |

| 3월 |    |    |    |    |    |    |
| 일  | 월 | 화 | 수 | 목 | 금 | 토 |
| 1   | 2  | 3  | 4  | 5  | 6  | 7  |
| 8   | 9  | 10 | 11 | 12 | 13 | 14 |
| 15  | 16 | 17 | 18 | 19 | 20 | 21 |
| 22  | 23 | 24 | 25 | 26 | 27 | 28 |
| 29  | 30 | 31 |    |    |    |    |

| 4월 |    |    |    |    |    |    |
| 일  | 월 | 화 | 수 | 목 | 금 | 토 |
|     |    |    | 1  | 2  | 3  | 4  |
| 5   | 6  | 7  | 8  | 9  | 10 | 11 |
| 12  | 13 | 14 | 15 | 16 | 17 | 18 |
| 19  | 20 | 21 | 22 | 23 | 24 | 25 |
| 26  | 27 | 28 | 29 | 30 |    |    |

| 5월 |    |    |    |    |    |    |
| 일  | 월 | 화 | 수 | 목 | 금 | 토 |
|     |    |    |    |    | 1  | 2  |
| 3   | 4  | 5  | 6  | 7  | 8  | 9  |
| 10  | 11 | 12 | 13 | 14 | 15 | 16 |
| 17  | 18 | 19 | 20 | 21 | 22 | 23 |
| 24  | 25 | 26 | 27 | 28 | 29 | 30 |
| 31  |    |    |    |    |    |    |

| 6월 |    |    |    |    |    |    |
| 일  | 월 | 화 | 수 | 목 | 금 | 토 |
|     | 1  | 2  | 3  | 4  | 5  | 6  |
| 7   | 8  | 9  | 10 | 11 | 12 | 13 |
| 14  | 15 | 16 | 17 | 18 | 19 | 20 |
| 21  | 22 | 23 | 24 | 25 | 26 | 27 |
| 28  | 29 | 30 |    |    |    |    |

| 7월 |    |    |    |    |    |    |
| 일  | 월 | 화 | 수 | 목 | 금 | 토 |
|     |    |    | 1  | 2  | 3  | 4  |
| 5   | 6  | 7  | 8  | 9  | 10 | 11 |
| 12  | 13 | 14 | 15 | 16 | 17 | 18 |
| 19  | 20 | 21 | 22 | 23 | 24 | 25 |
| 26  | 27 | 28 | 29 | 30 | 31 |    |

| 8월 |    |    |    |    |    |    |
| 일  | 월 | 화 | 수 | 목 | 금 | 토 |
|     |    |    |    |    |    | 1  |
| 2   | 3  | 4  | 5  | 6  | 7  | 8  |
| 9   | 10 | 11 | 12 | 13 | 14 | 15 |
| 16  | 17 | 18 | 19 | 20 | 21 | 22 |
| 23  | 24 | 25 | 26 | 27 | 28 | 29 |
| 30  | 31 |    |    |    |    |    |

| 9월 |    |    |    |    |    |    |
| 일  | 월 | 화 | 수 | 목 | 금 | 토 |
|     |    | 1  | 2  | 3  | 4  | 5  |
| 6   | 7  | 8  | 9  | 10 | 11 | 12 |
| 13  | 14 | 15 | 16 | 17 | 18 | 19 |
| 20  | 21 | 22 | 23 | 24 | 25 | 26 |
| 27  | 28 | 29 | 30 |    |    |    |

| 10월 |    |    |    |    |    |    |
| 일   | 월 | 화 | 수 | 목 | 금 | 토 |
|      |    |    |    | 1  | 2  | 3  |
| 4    | 5  | 6  | 7  | 8  | 9  | 10 |
| 11   | 12 | 13 | 14 | 15 | 16 | 17 |
| 18   | 19 | 20 | 21 | 22 | 23 | 24 |
| 25   | 26 | 27 | 28 | 29 | 30 | 31 |

| 11월 |    |    |    |    |    |    |
| 일   | 월 | 화 | 수 | 목 | 금 | 토 |
| 1    | 2  | 3  | 4  | 5  | 6  | 7  |
| 8    | 9  | 10 | 11 | 12 | 13 | 14 |
| 15   | 16 | 17 | 18 | 19 | 20 | 21 |
| 22   | 23 | 24 | 25 | 26 | 27 | 28 |
| 29   | 30 |    |    |    |    |    |

| 12월 |    |    |    |    |    |    |
| 일   | 월 | 화 | 수 | 목 | 금 | 토 |
|      |    | 1  | 2  | 3  | 4  | 5  |
| 6    | 7  | 8  | 9  | 10 | 11 | 12 |
| 13   | 14 | 15 | 16 | 17 | 18 | 19 |
| 20   | 21 | 22 | 23 | 24 | 25 | 26 |
| 27   | 28 | 29 | 30 | 31 |    |    |

### 음양력 대조 일람
| 음력월 | 월건 | 대소 | 음력 1일의 양력 월일 | 음력 1일 간지 |
| ------ | ---- | ---- | -------------------- | ------------- |
| 1월    | 무인 | 대   | 2월 6일              | 정사          |
| 2월    | 기묘 | 소   | 3월 8일              | 정해          |
| 3월    | 경진 | 소   | 4월 6일              | 병진          |
| 4월    | 신사 | 대   | 5월 5일              | 을유          |
| 5월    | 임오 | 대   | 6월 4일              | 을묘          |
| 6월    | 계미 | 소   | 7월 4일              | 을유          |
| 7월    | 갑신 | 대   | 8월 2일              | 갑인          |
| 8월    | 을유 | 소   | 9월 1일              | 갑신          |
| 9월    | 병술 | 대   | 9월 30일             | 계축          |
| 10월   | 정해 | 대   | 10월 30일            | 계미          |
| 11월   | 무자 | 소   | 11월 29일            | 계축          |
| 12월   | 기축 | 대   | 12월 28일            | 임오          |